# Aeroportul Marco Island
Aeroportul Marco Island (IATA: MRK, ICAO: KMKY, FAA LID: MKY) este un aeroport din Florida, Statele Unite ale Americii ce deservește zona Marco Island⁠(d). Aeroportul a fost tranzitat în 2019 de 282 de pasageri. A fost numit după zona deservită.
Situat la o altitudine de 2 m, aeroportul dispune de 1 pistă.

## Infrastructură

### Piste
Aeroportul dispune de o singură pistă. Pista 17/35 are suprafața de asfalt și dimensiunile 5.000 picioare × 100 picioare. 